# Molnár Ingo
Molnár Ingo magyar programozó, Linux-hacker, a Red Hat munkatársa. A Linux kernel O(1) futásidejű algoritmussal dolgozó processz ütemezőjével vált ismertté, majd megírta a Completely Fair Scheduler elnevezésű ütemezőt, amit 2007 júliusában Linus Torvalds be is olvasztott a rendszermagba. Emellett több biztonsági és teljesítménybeli javítás fűződik a nevéhez.

## Tanulmányai
Az Eötvös Loránd Tudományegyetemen tanult, programtervező informatikus szakon, vezette a Programozási környezet tantárgy Örökranglistáját.

## Munkássága
O(1) futásidejű processz ütemezője 2003-ban, a Linux kernel 2.6.0-s verziójának kiadásakor debütált, és annak a 2.6.23-as verzió kiadásáig része volt.
Ő írta meg az Exec Shield elnevezésű kernel-komponenst is, ami a puffertúlcsorduláson alapuló támadások ellen nyújt védelmet x86 architektúrán.
A 2.6-os Linux kernelt több kritika érte, hogy nem használható például audiovizuális szerkesztési munkákra, mert nagyon magas az ütemezési késleltetése. A probléma megoldása érdekében Molnár Ingo együtt dolgozott Thomas Gleixner-rel a realtime-preempt nevű patch-en, ami arra hivatott, hogy hasonlóan a valósidejű operációs rendszerek viselkedéséhez, garantálja a magas prioritású, felhasználói szintű processzek válaszidejének maximumát. Ezt a kontextus váltás maximális késleltetésének milliszekundumosról mikroszekundumos nagyságrendre történő leszorításával kívánták elérni. 2011-ben a patch beolvasztásra került a Linux-kernelbe.
2007. július 17-én, a Linux kernel 2.6.22-es változata részeként került kiadásra Completely Fair Scheduler nevű processz ütemezője, amelyet Con Kolivas ötlete nyomán készített el. Az ütemező arra törekedik, hogy a processzek a lehetőségekhez mérten azonos arányban részesüljenek a processzor időből.
2000-ben lektorálta Molnár Hajnalka Tanuljunk Linuxot!, majd 2010-ben Durcás a számítógéped? című könyveit.
2012-ben kritizálta, hogy az otthoni felhasználóknak szánt Linux disztribúciók „nem elég szabadok”, a szoftverek frissítései és biztonsági javításai viszonylag nagy késéssel jelennek meg az egyes disztribútorok csomagkezelői hálózatán. Véleménye szerint a disztribútoroktól független telepítési módszerre lenne szükség (ilyen például az Autopackage), aminek segítségével egyetlen csomag az összes létező Linux disztribúción telepíthető lenne.
2022-ben A "Fast Kernel Headers" patchcsel 50-80%-kal gyorsította a Linux-kernel fordítását. 

## Fordítás
Ez a szócikk részben vagy egészben  az   Ingo Molnár című angol Wikipédia-szócikk ezen változatának fordításán alapul.  Az eredeti cikk szerkesztőit annak laptörténete sorolja fel. Ez a jelzés csupán a megfogalmazás eredetét és a szerzői jogokat jelzi, nem szolgál a cikkben szereplő információk forrásmegjelöléseként.